# Llista de rius de la Foia de Bunyol
Llista de rius, rambles i barrancs a la comarca de la Foia de Bunyol, al País Valencià.
| Nom                       | Tipus   | Conca  | Superfície de conca | Longitud | Cabal      | Naixement                                  | Naixement                                              | Desembocadura                     | Desembocadura                                          | Foto |
| Nom                       | Tipus   | Conca  | Superfície de conca | Longitud | Cabal      | Lloc                                       | Coord.                                                 | Lloc                              | Coord.                                                 | Foto |
| ------------------------- | ------- | ------ | ------------------- | -------- | ---------- | ------------------------------------------ | ------------------------------------------------------ | --------------------------------- | ------------------------------------------------------ | ---- |
| Xúquer                    | riu     |        | 42.756 km²          | 509 km   | 49,22 m³/s | Montes Universales (Ojos de Valdeminguete) | 40° 23′ 28″ N, 1° 50′ 30″ O / 40.3912°N,1.8417°O       | mar Mediterrània (Cullera)        | 39° 09′ 04″ N, 0° 14′ 11″ O / 39.1511°N,0.2363°O       |      |
| Magre                     | riu     | Xúquer | 1.543,7 km²         | 130 km   |            | Utiel                                      | 39° 34′ 06″ N, 1° 13′ 23″ O / 39.5683878°N,1.2230957°O | riu Xúquer (Algemesí)             | 39° 11′ 08″ N, 0° 24′ 45″ O / 39.1855881°N,0.4124034°O |      |
| Mijares                   | riu     | Xúquer |                     |          |            | Serra de las Cabrillas (Bunyol - Iàtova)   | 39° 23′ 43″ N, 0° 58′ 03″ O / 39.3952923°N,0.9675669°O | riu Magre (Iàtova)                | 39° 21′ 27″ N, 0° 55′ 22″ O / 39.3575766°N,0.9228367°O |      |
| Bunyol                    | riu     | Xúquer |                     |          |            | Bunyol                                     | 39° 25′ 05″ N, 0° 47′ 56″ O / 39.4180896°N,0.7989984°O | riu Magre (Torís)                 | 39° 21′ 32″ N, 0° 43′ 41″ O / 39.3589459°N,0.7279789°O |      |
| las Ventas (o Pilán)      | barranc | Xúquer |                     |          |            | Serra de Xiva (Bunyol)                     | 39° 26′ 21″ N, 0° 48′ 53″ O / 39.439263°N,0.8148402°O  | riu de Bunyol (Bunyol)            | 39° 25′ 05″ N, 0° 47′ 56″ O / 39.4180896°N,0.7989984°O |      |
| Juanes (o Chico)          | riu     | Xúquer |                     |          |            | Iàtova                                     | 39° 24′ 09″ N, 0° 49′ 14″ O / 39.4024048°N,0.8205134°O | riu de Bunyol (Bunyol)            | 39° 24′ 21″ N, 0° 46′ 55″ O / 39.4058277°N,0.7820744°O |      |
| la Horteta                | rambla  | Xúquer |                     |          |            | Iàtova                                     | 39° 22′ 24″ N, 0° 51′ 21″ O / 39.3732459°N,0.8558343°O | riu de Bunyol (Alboraig)          | 39° 22′ 38″ N, 0° 44′ 58″ O / 39.3771371°N,0.7494508°O |      |
| Poio                      | rambla  |        |                     |          |            | Serra de Xiva (Xest)                       | 39° 29′ 04″ N, 0° 41′ 31″ O / 39.4844238°N,0.6918266°O | l'Albufera (València)             | 39° 21′ 25″ N, 0° 20′ 26″ O / 39.3569705°N,0.3406501°O |      |
| Gallego (o la Fuentecica) | barranc | Poio   |                     |          |            | Godelleta                                  | 39° 25′ 07″ N, 0° 42′ 01″ O / 39.4184784°N,0.7003086°O | rambla de Poio (Quart de Poblet)  | 39° 28′ 01″ N, 0° 32′ 02″ O / 39.4669282°N,0.5339134°O |      |
| Pozalet (o Cañada Fría)   | barranc | Poio   |                     |          |            | Xest                                       |                                                        | Pla de Quart (Riba-roja de Túria) | 39° 29′ 03″ N, 0° 32′ 26″ O / 39.4841127°N,0.5404746°O |      |

## Enllaços
- Visor Cartogràfic. Institut Cartogràfic Valencià. Generalitat Valenciana. https://visor.gva.es/visor/